# Fyzická osoba
Fyzická osoba (FO) je právní pojem odlišující člověka od jiných právních subjektů, které mají právní subjektivitu (právnická osoba). Pokud je podnikatelem, označuje se jako podnikající fyzická osoba.

## Právní vlastnosti
Právní osobnost (právní subjektivitu), tedy způsobilost mít v mezích právního řádu práva a povinnosti, má každý člověk od početí do smrti; v době mezi početím a narozením, kdy právo hovoří o nascituru, je však tato způsobilost podmíněna tím, že se plod narodí živý. V opačném případě nastoupí právní fikce, že fyzická osoba nikdy neexistovala (což má významný důsledek v dědickém právu, neboť mrtvě narozený plod nemůže nabývat dědictví a nestává se tedy sám zůstavitelem). Smrtí tato způsobilost zanikne a dosavadní práva a povinnosti v rámci dědictví přechází na právní nástupce. Pokud je fyzická osoba dlouhodobě nezvěstná a je pravděpodobné, že již nežije, případně pokud je jisté, že nežije, ale nelze to dokázat stanoveným způsobem, může ji soud prohlásit za mrtvou nebo jen za nezvěstnou.
Plnou svéprávnost, tedy způsobilost nabývat pro sebe vlastním právním jednáním práva a zavazovat se k povinnostem, mají ale jen zletilí, tzn. ti, kteří dovršili 18 let věku (anebo ti, kteří dovršili 16 let věku a uzavřeli s povolením soudu manželství nebo jim byla svéprávnost přiznána soudem) a kterým zároveň nebyla tato způsobilost omezena. Zcela zbavit fyzickou osobu nebo samostatně se vzdát svéprávnosti možné není, pouze je možné ji soudem omezit, např. kvůli trvalé duševní poruše.
Nezletilý je schopen nabývat v zásadě všech práv a povinností a je způsobilý k právním jednáním co do povahy přiměřeným rozumové a volní vyspělosti nezletilých jeho věku. V ostatních případech, např. nákup dovolené desetiletým dítětem, musí nezletilého zastoupit jeho zákonný zástupce nebo je možné mu zákonným zástupcem udělit souhlas k takovému jednání, pokud není zákonem zvlášť zakázáno.

## Povinnost elektronické komunikace se státní správou v ČR pro část fyzických osob
Fyzické osoby, které podnikají, a právnické osoby, mají v Česku od roku 2023 povinnost vlastnit státní datovou schránku, která je jim zřízena automaticky, a stát má povinnost pro komunikaci používat výhradně tuto cestu. U nepodnikajících fyzických osob byla před spuštěním této povinnosti tato povinnost zrušena a fyzické osoby si tak zřizují datovou schránku na základě dobrovolnosti. V případě, že si ji zřídí, potom má stát taktéž za povinnost komunikovat výhradně prostřednictvím této schránky. Fyzické osoby, které podnikají, mají také povinnost, opět stejně jako právnické osoby, podávat daňové přiznání výhradně elektronicky a ve strojově čitelném, státem definovaném formátu, a to buď prostřednictvím datové schránky, nebo prostřednictvím státního daňového portálu. Kritici namítají, že v současnosti (2024) je tato povinnost neúčelná, jelikož mnoho úřadů si digitalizované a strojově čitelné dokumenty stejně tiskne do papírové podoby a zpracovává postaru, jelikož na úřadech chybí patřičný software nebo hardware nebo nejsou úředníci proškoleni.
Povinnou datovou schránku ještě v lednu 2024, rok po zavedení povinnosti a zřízení schránek, ignorovalo statisíce povinných fyzických osob nebo různých spolků. Díky nedodržení této povinnosti se tak vystavovali riziku, že minou důležité dokumenty od státu, což mohlo skončit třeba i exekucemi. Proti povinnosti se při spuštění postavilo mnoho organizací i občanů, například podle Iuridicum Remedium se mezi uživateli ocitli lidé, kteří o nástroj neměli žádný zájem, neuměli s ním, nebo k němu neměli ani technický přístup, a to i v některých případech nepodnikající fyzické osoby. Překvapivé mohlo být i to, že zprávy ze systému po třech měsících mizely, pokud si uživatel nezaplatil službu navíc, což třeba u mailů nebo v klasické listovní komunikaci formou dopisů nebylo zvykem, a i konverze do papírové podoby byla zpoplatněná služba, kvůli které musel člověk mimo domov.